# Тайвань на летних Олимпийских играх 2000
Китайская Республика участвовала в летних Олимпийских играх 2000 под названием «Китайский Тайбэй», и завоевала пять медалей.

## Медалисты
| Медаль  | Спортсмен   | Вид спорта        | Дисциплина                |
| ------- | ----------- | ----------------- | ------------------------- |
| Серебро | Ли Фэнъин   | Тяжёлая атлетика  | Женщины, 53 кг            |
| Бронза  | Го Ихань    | Тяжёлая атлетика  | Женщины, 75 кг            |
| Бронза  | Чэнь Цзин   | Настольный теннис | Женщины, одиночный разряд |
| Бронза  | Хуан Чжисюн | Тхэквондо         | Мужчины, 58 кг            |
| Бронза  | Цзи Шужу    | Тхэквондо         | Женщины, 49 кг            |

## Состав Олимпийской сборной Тайваня

### Дзюдо
Спортсменов — 2
Соревнования по дзюдо проводились по системе на выбывание. В утешительные раунды попадали спортсмены, проигравшие полуфиналистам турнира. Два спортсмена, одержавших победу в утешительном раунде, в поединке за бронзу сражались с проигравшими в полуфинале.
Мужчины
| Соревнование | Спортсмены      | Первый раунд       | Второй раунд                     | 1/8 финала           | Четвертьфинал        | Полуфинал            | Финал                | Место |
| Соревнование | Спортсмены      | Соперник Результат | Соперник Результат               | Соперник Результат   | Соперник Результат   | Соперник Результат   | Соперник Результат   | Место |
| ------------ | --------------- | ------------------ | -------------------------------- | -------------------- | -------------------- | -------------------- | -------------------- | ----- |
| до 81 кг     | Чжэнь Чжуньцзин | Не участвовал      | С. Кухаренко (BLR) П 0000 — 1000 | Завершил выступление | Завершил выступление | Завершил выступление | Завершил выступление | —     |

Женщины
| Соревнование | Спортсмены  | Первый раунд       | 1/8 финала                     | Четвертьфинал         | Полуфинал             | Финал                 | Место |
| Соревнование | Спортсмены  | Соперник Результат | Соперник Результат             | Соперник Результат    | Соперник Результат    | Соперник Результат    | Место |
| ------------ | ----------- | ------------------ | ------------------------------ | --------------------- | --------------------- | --------------------- | ----- |
| до 57 кг     | Ши Бэйчжунь | Не участвовала     | К. Мариани (ARG) П 0000 — 0001 | Завершила выступление | Завершила выступление | Завершила выступление | —     |

### Плавание
Спортсменов — 7
В следующий раунд на каждой дистанции проходили лучшие спортсмены по времени, независимо от места занятого в своём заплыве.
Мужчины
| Спортсмен    | Соревнование        | Предварительные заплывы | Предварительные заплывы | Полуфиналы | Полуфиналы | Финал     | Финал     |
| Спортсмен    | Соревнование        | Результат               | Место                   | Результат  | Место      | Результат | Место     |
| ------------ | ------------------- | ----------------------- | ----------------------- | ---------- | ---------- | --------- | --------- |
| У Няньпин    | 200 м вольный стиль | 1:54,58                 | 38                      | Не прошёл  | Не прошёл  | Не прошёл | Не прошёл |
| Ли Цзюньлунь | 400 м вольный стиль | 4:03,10                 | 41                      |            |            | Не прошёл | Не прошёл |
| Ян Шансюань  | 100 м брасс         | 1:04,54                 | 40                      | Не прошёл  | Не прошёл  | Не прошёл | Не прошёл |
| Сюй Годун    | 400 м комплекс      | 4:42,78                 | 44                      |            |            | Не прошёл | Не прошёл |

Женщины
| Спортсменка   | Соревнование         | Предварительные заплывы | Предварительные заплывы | Полуфиналы | Полуфиналы | Финал     | Финал     |
| Спортсменка   | Соревнование         | Результат               | Место                   | Результат  | Место      | Результат | Место     |
| ------------- | -------------------- | ----------------------- | ----------------------- | ---------- | ---------- | --------- | --------- |
| Линь Цзичань  | 400 м вольным стилем | 4:17,76                 | 25                      |            |            | Не прошла | Не прошла |
| Се Шутин      | 100 м баттерфляем    | 1:03,52                 | 41                      | Не прошла  | Не прошла  | Не прошла | Не прошла |
| Гуань Цзясянь | 100 м на спине       | 1:07,18                 | 40                      | Не прошла  | Не прошла  | Не прошла | Не прошла |

### Прыжки в воду
Спортсменов — 4
В индивидуальных прыжках в предварительных раундах складывались результаты квалификации и полуфинальных прыжков. По их результатам в финал проходило 12 спортсменов. В финале они начинали с результатами полуфинальных прыжков.
Мужчины
| Спортсмен    | Соревнование | Квалификация | Квалификация | Полуфинал | Полуфинал | Всего     | Финал     | Финал     | Всего  | Место |
| Спортсмен    | Соревнование | Очков        | Место        | Очков     | Место     | Всего     | Очков     | Место     | Всего  | Место |
| ------------ | ------------ | ------------ | ------------ | --------- | --------- | --------- | --------- | --------- | ------ | ----- |
| Чэнь Ханьхун | трамплин     | 188,46       | 49           | Не прошёл | Не прошёл | Не прошёл | Не прошёл | Не прошёл | 188,46 | 49    |

Женщины
| Спортсмен | Соревнование | Квалификация | Квалификация | Полуфинал | Полуфинал | Всего     | Финал     | Финал     | Всего  | Место |
| Спортсмен | Соревнование | Очков        | Место        | Очков     | Место     | Всего     | Очков     | Место     | Всего  | Место |
| --------- | ------------ | ------------ | ------------ | --------- | --------- | --------- | --------- | --------- | ------ | ----- |
| Чэнь Тин  | трамплин     | 229,77       | 29           | Не прошла | Не прошла | Не прошла | Не прошла | Не прошла | 229,77 | 29    |
| Цай Ишань | трамплин     | 181,92       | 41           | Не прошла | Не прошла | Не прошла | Не прошла | Не прошла | 181,92 | 41    |
| Се Пэйхуа | вышка        | 284,91       | 13           | 126,66    | 18        | 411,57    | Не прошла | Не прошла | 411,57 | 17    |

### Тяжёлая атлетика
Спортсменов — 3
В рамках соревнований по тяжёлой атлетике проводятся два упражнения - рывок и толчок. В каждом из упражнений спортсмену даётся 3 попытки, в которых он может заказать любой вес, кратный 2,5 кг. Победитель определяется по сумме двух упражнений.
Мужчины
| Спортсмен    | Категория | Вес   | Рывок | Рывок | Рывок | Толчок | Толчок | Толчок | Всего | Место |
| Спортсмен    | Категория | Вес   | 1     | 2     | 3     | 1      | 2      | 3      | Всего | Место |
| ------------ | --------- | ----- | ----- | ----- | ----- | ------ | ------ | ------ | ----- | ----- |
| Ван Шинъюань | до 56 кг  | 55,38 | 125,0 | 127,5 | 127,5 | 155,0  | 160,0  | 162,5  | 285,0 | 4     |
| Ян Чинъи     | до 56 кг  | 55,58 | 120,0 | 125,0 | 127,5 | 150,0  | 150,0  | 155,0  | 270,0 | 8     |

Женщины
| Спортсмен | Категория | Вес   | Рывок | Рывок | Рывок | Толчок | Толчок | Толчок | Всего | Место |
| Спортсмен | Категория | Вес   | 1     | 2     | 3     | 1      | 2      | 3      | Всего | Место |
| --------- | --------- | ----- | ----- | ----- | ----- | ------ | ------ | ------ | ----- | ----- |
| Ли Фэнъин | до 53 кг  | 52,42 | 92,5  | 98,0  | 100,0 | 115,0  | 125,0  | 127,5  | 212,5 |       |